# María Teresa Quevedo
María Teresa Quevedo, kallad Teresita, född María Teresa González-Quevedo y Cadarso den 14 april 1930 i Madrid, död där den 8 april 1950, var en ung spansk kvinna som tillhörde Karmels barmhärtighetssystrar. Hon förklarades som vördnadsvärd av påve Johannes Paulus II den 9 juni 1983.
Den 23 februari 1948 blev Teresita postulant i Karmels barmhärtighetssystrars kloster i Madrid. I januari 1950 insjuknade hon i en svårartad hjärnhinneinflammation och dog i april samma år. Hennes saligförklaringsprocess inleddes år 1954.